# Yvonne Maurer
Yvonne Astrid Maurer-Groeli (* 1943 in Bern; heimatberechtigt in Zürich) ist eine Schweizer Psychiaterin, Psychotherapeutin und Gründerin des Instituts für Körperzentrierte Psychotherapie (IKP) und des privaten nationalen Fernsehsenders auftanken.tv.

## Biografie
Yvonne Maurer wuchs in Basel auf, wo sie an der Universität mit dem Diplom als Turn- und Sportlehrerin und das Medizinstudium 1969 mit Staatsexamen abschloss. Anschliessend war sie als Assistenzärztin tätig und promovierte 1973. 1975 erlangte sie den Titel einer Fachärztin für Psychiatrie und Psychotherapie. Von 1974 bis 1983 war sie Oberärztin, ab 1976 Stellvertreterin des Chefarztes an der Psychiatrischen Klinik Sanatorium Kilchberg bei Zürich, und Präsidentin der Schulkommission Südhalde in Zürich (Schule für psychiatrische Krankenpflege). 1982 gründete sie das Institut für Körperzentrierte Psychotherapie (IKP) in Zürich, später auch in Bern. 1987 war sie Mitbegründerin der European Association for Body Psychotherapy (Europäischen Gesellschaft für Körperpsychotherapie, EABP).
Von 1979 bis 1991 widmete sie sich als Kantonsrätin der FDP im Zürcher Kantonsrat vorwiegend Gesundheitsfragen, dem öffentlichen Verkehrsnetz (Sihltalbahn) etc. 2011 trat sie aus der Partei aus.
Von 1998 bis 2000 machte sie eine Ausbildung in Traditioneller Chinesischer Medizin (TCM), die sie mit dem Fähigkeitsausweis «Akupunktur – Traditionelle Chinesische Medizin» (ASA) abschloss. 2005 Anerkennung des von ihr in Zürich gegründeten und geleiteten Psychiatrisch-Psychotherapeutischen Ambulatoriums IKP durch die kantonale Gesundheitsdirektion. 2007 schloss sie an der Universität Luzern ein Studium der Theologie mit dem Lizenziat ab. 2010 promovierte sie in Deutschland bei Doris Nauer an der Philosophisch-Theologischen Hochschule Vallendar zur Doktorin der Theologie mit der Dissertation Heilungswunder. Eingreifen Gottes, biologischer Glücksfall oder Volksmythos? Integrativ pluralistische Studie zum komplexeren Verständnis von Heilungswundern.
Von 2007 bis 2017 war sie regelmässig auf TV-Sendern mit ihrer Sendung Surprising TV zu sehen.
2017 initiierte sie den Schweizer Privatfernsehsender auftanken.tv. bei welchem sie CEO ist. Einmal pro Woche empfängt sie in ihrer Sendung «Top Interview» namhafte Professoren, Ärzte, Physiker, Theologen.

## Verbandstätigkeit
- 1983–1987: Vorstandsmitglied der Zürcher Gesellschaft für Psychiatrie und Psychotherapie (ZGPP)
- 1985–1986: Vorstandsmitglied der Schweizerischen Gesellschaft für Psychiatrie und Psychotherapie (SGPP)
- 1989–1993: Vorstandsmitglied der EABP
- 1992–1996: Vorstandsmitglied und Präsidentin der Wissenschaftskommission der CH-EABP

## Veröffentlichungen (Auswahl)
- Christlich-psychologischer Fachbereich
  - Kraft der Hoffnung. Christliche Lebensenergie. Luzern 2014.
  - Heilungswunder. Eingreifen Gottes, biologischer Glücksfall oder Volksmythos? Heidelberg 2012.
  - Christliche Lebensweisheit. Blumen des Alltags. Basel 2011.
  - Begegnungen. Mit sich - anderen - Heiligem - Gott. Zürich 2010.
- Psychologisch-psychotherapeutischer Fachbereich
  - Atemtherapie in der therapeutischen Praxis. Uelzen 2001, 2013 (2. Aufl.).
  - Der ganzheitliche Ansatz in der Psychotherapie. Wien, New York 1999, 2006 (2. Aufl.).
  - Body-Centered Psychotherapy. Zürich 1993.
  - Zu innerer Kraft und Energie durch Körperzentrierte Psychotherapie IKP. Oldenburg 1993.
  - Körperzentrierte Psychotherapie. Behandlungskonzepte, Erfahrungen, Beispiele, Stuttgart 1986.
  - Physikalische Therapie in der Psychiatrie. Physio- und Bewegungstherapie, ein Weg zur psychischen Gesundheit, Bern [etc.] 1979.